# Religia w Czechach
Czechy liczą 10 516 125 mieszkańców (2009) i historycznie są państwem chrześcijańskim, jednak obecnie są jednym z najbardziej zlaicyzowanych państw na świecie. Według najnowszego spisu powszechnego z 2011 roku 10,3% Czechów utożsamia się z katolicyzmem, 0,9% z protestantyzmem, 2,7% z innymi religiami, 6,7% określiło się mianem wierzących bez przynależności do jakiejkolwiek religii, a 79,4% określiło się mianem niewierzących bądź nie zdeklarowało swego wyznania. Według danych z 2009 r. ok. 65% Czechów deklaruje ateizm, a ok. 34% – wiarę w Boga. Natomiast 1% określa się mianem agnostyków. Liczba zadeklarowanych ateistów stale się zwiększa w ostatnich latach, podczas gdy liczba osób praktykujących katolików wynosi 5% (głównie w diecezjach Ołomuniec i Brno), a praktykujących protestantów 1%. Jedynym regionem, w którym osoby wierzące dominują, jest w większości protestancki czeski Śląsk Cieszyński (jest tam kilkanaście różnych Kościołów protestanckich).

## Katolicyzm

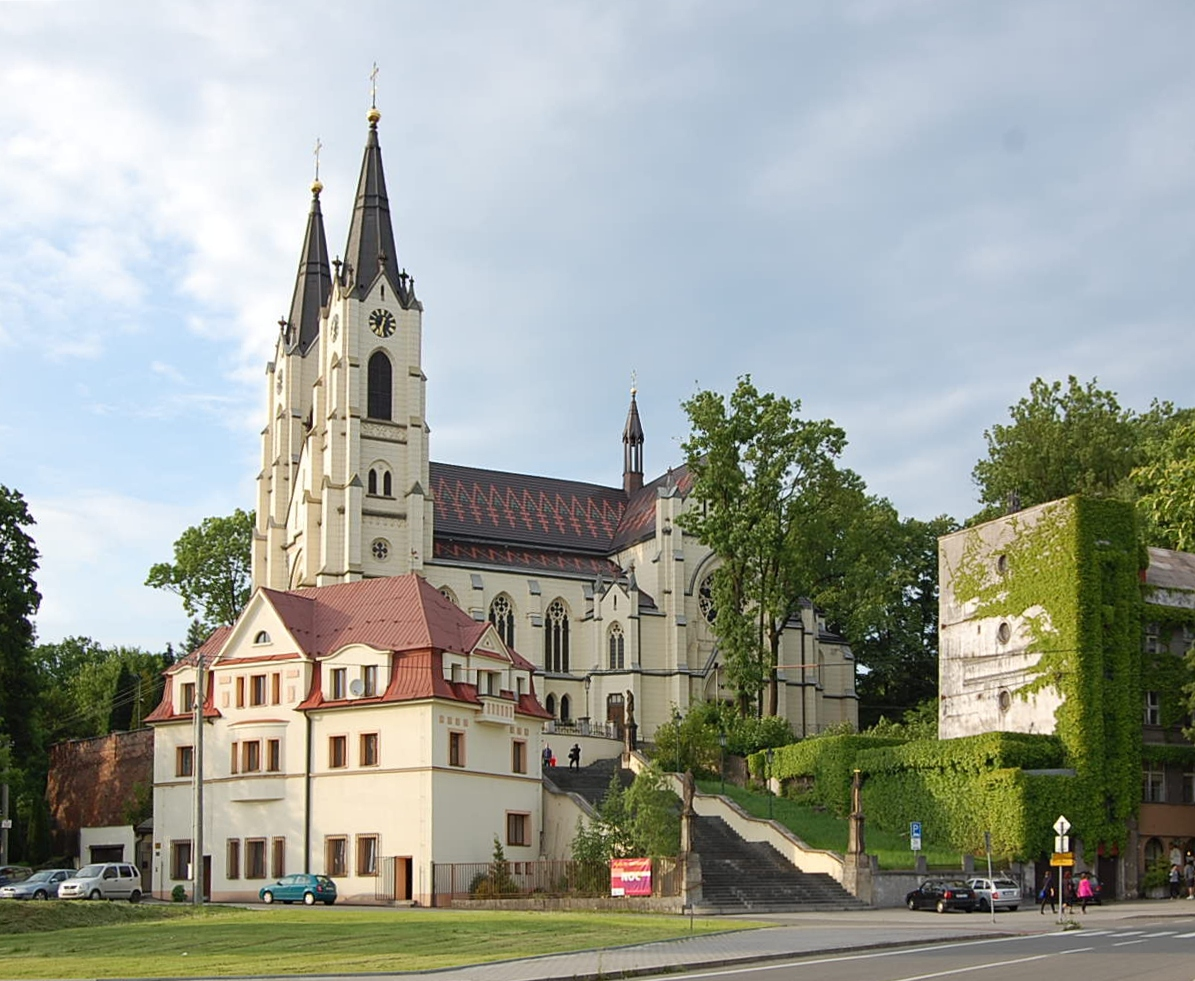
Kościół Narodzenia Maryi Panny w Orłowej

Teoretycznie duża grupa Czechów wychowana została w tradycji katolickiej, jednak stosunek Czechów do Kościoła rzymskokatolickiego pozostaje na ogół niechętny, głównie z powodu uwarunkowań historycznych.
Czechy były jednym z pierwszych państw europejskich, które już w XV w. otwarcie zbuntowały się (husytyzm) przeciwko dominacji katolicyzmu, utożsamianego w Czechach z dominacją Niemców, ich kultury i języka.

## Protestantyzm
Protestantyzm stał się ostoją języka czeskiego, kultury i literatury czeskiej. Brutalne represje ze strony katolickich Habsburgów, jakie dotknęły Czechów po klęsce wojsk husyckich na Białej Górze w 1620 (w tym przymusowe wysiedlenie prawie 1/3 ludności), utwierdziły tylko uprzedzenia. Solidaryzowanie się większości hierarchów katolickich z monarchią austriacką i sprzyjanie polityce germanizacji w religii i związanej z nią oświacie, doprowadziło do prawie całkowitego upadku języka czeskiego w XVIII w. oraz do germanizacji średnich i wyższych warstw społecznych. Nic zatem dziwnego, że odrodzenie narodowe w Czechach w XIX w. wiązało się z negowaniem katolicyzmu. Faktem jest, że w przeciwieństwie do Czechów, czeska mniejszość niemiecka tzw. Niemcy sudeccy deklarowała w ogromnej większości przywiązanie do katolicyzmu, co potęgowało wrogość Czechów do tego wyznania, postrzeganego jako sprzeczne z interesem narodowym Czech.
Według Operation World (2010) największe denominacje protestanckie w Czeskiej Republice to: Ewangelicki Kościół Czeskobraterski (101 tys. wiernych), Czechosłowacki Kościół Husycki (75 tys.), Śląski Kościół Ewangelicki Augsburskiego Wyznania (36 tys.), Luterański Ewangelicki Kościół Augsburskiego Wyznania w Republice Czeskiej (14,5 tys.), Wolny Kościół Ewangeliczny (9,9 tys.), Wspólnota Chrześcijańska (9 tys.), Kościół Adwentystów Dnia Siódmego (9 tys.), Kościół Braterski (7,1 tys.), Czeski Kościół Apostolski (6,8 tys.) i Unia Baptystyczna (3,5 tys.). 

## Prawosławie
Na terenie Czech działają dwie eparchie Kościoła Prawosławnego Czech i Słowacji:
- praska;
- ołomuniecko-brneńska.

Parafia Świętych Piotra i Pawła w Karlowych Warach pozostaje od 1979 w jurysdykcji Rosyjskiego Kościoła Prawosławnego (zob. artykuł Cerkiew Świętych Piotra i Pawła w Karlowych Warach). Do tego Kościoła należy też parafia św. Ludmiły w Pradze.
Zob. też: Eparchia budzińska

## Świadkowie Jehowy
Niewielki (0,14% ogółu populacji) odsetek mieszkańców Czech stanowią Świadkowie Jehowy. Wspólnota liczy 15 957 głosicieli, należących do 212 zborów, posiadających około 139 własnych Sal Królestwa oraz 2 Sale Zgromadzeń. Na Wieczerzy Pańskiej (Pamiątce) w 2022 roku obecne były 29 183 osoby. Działalność w tym kraju koordynuje Biuro Oddziału w Bratysławie na Słowacji. Biuro Krajowe mieści się w Pradze. Działalność rozpoczęli w 1907 roku. W czasie II wojny światowej oraz za czasów komunizmu byli prześladowani, wtrącani do więzień i obozów koncentracyjnych. Od roku 1990 ponownie są zalegalizowanym związkiem wyznaniowym.

## Islam
Islam wyznaje w Czechach około 10 tys. osób (głównie cudzoziemców). Działają 2 meczety: w Pradze i Brnie.

## Judaizm
Z niegdyś bardzo licznej grupy wyznawców judaizmu po Holocauście pozostało zaledwie 3 tys.

## Hinduizm i buddyzm
Czechy zamieszkuje też niewielka grupa wyznawców Hare Kryszna i innych religii hinduistycznych i buddyjskich.

## Mormoni
Z innych wyznań odnotować można obecność mormonów.

## Religia w Czechach po 1989 roku
Trwająca od 1948 do 1989 dominacja komunizmu w Czechach, spowodowała daleko posuniętą laicyzację społeczeństwa. Chociaż po aksamitnej rewolucji nastąpiło ożywienie zainteresowania religią, jednak było to jedynie zjawisko przejściowe.
Według spisu z 2011 roku tylko 0,8% społeczeństwa identyfikuje się z protestantyzmem. Do największych wyznań należą: Ewangelicki Kościół Czeskobraterski (51 936 wiernych), Czechosłowacki Kościół Husycki (39 276), Kościół Braterski (10 872), Wspólnoty Chrześcijańskie (9387), Śląski Kościół Ewangelicki Augsburskiego Wyznania (8162), Kościół Adwentystów Dnia Siódmego (7394), Kościół Ewangelicko-Augsburski (6645), Czeski Kościół Apostolski (4934), Wolni Chrześcijanie (3458), Unia Baptystyczna (3208).

## Wolność wyznania
Konstytucja Czech gwarantuje wolność wyznania. Sprawami wyznaniowymi zajmuje się Wydział ds. Kościołów Ministerstwa Kultury. Wszystkie grupy religijne, zarejestrowane oficjalnie (w liczbie 26), otrzymują dofinansowanie ze strony państwa (90 mln $ rocznie). Niektóre z nich (Świadkowie Jehowy, mormoni, Nowy Kościół Apostolski i Kościół Braterski), odmawiają jednak przyjęcia tej pomocy z powodów doktrynalnych. Od 2001 mogą zostać zarejestrowane tylko te grupy religijne, które mają co najmniej 10 tys. wyznawców. Grupy niezarejestrowane mają również pełną swobodę kultu, tworzenia stowarzyszeń i prowadzenia działalności misyjnej.
Nauka religii jest dozwolona w szkołach, jeśli zażąda tego grupa co najmniej 7 uczniów w klasie. W praktyce, ze względu na niewielkie zainteresowanie, nauka religii należy w szkołach do rzadkości.
Republika Czeska nie ma zawartego konkordatu ze Stolicą Apostolską. W większości szkół nie naucza się religii (tzw. katechezy). Urzędy i miejsca publiczne są pozbawione symboliki religijnej.

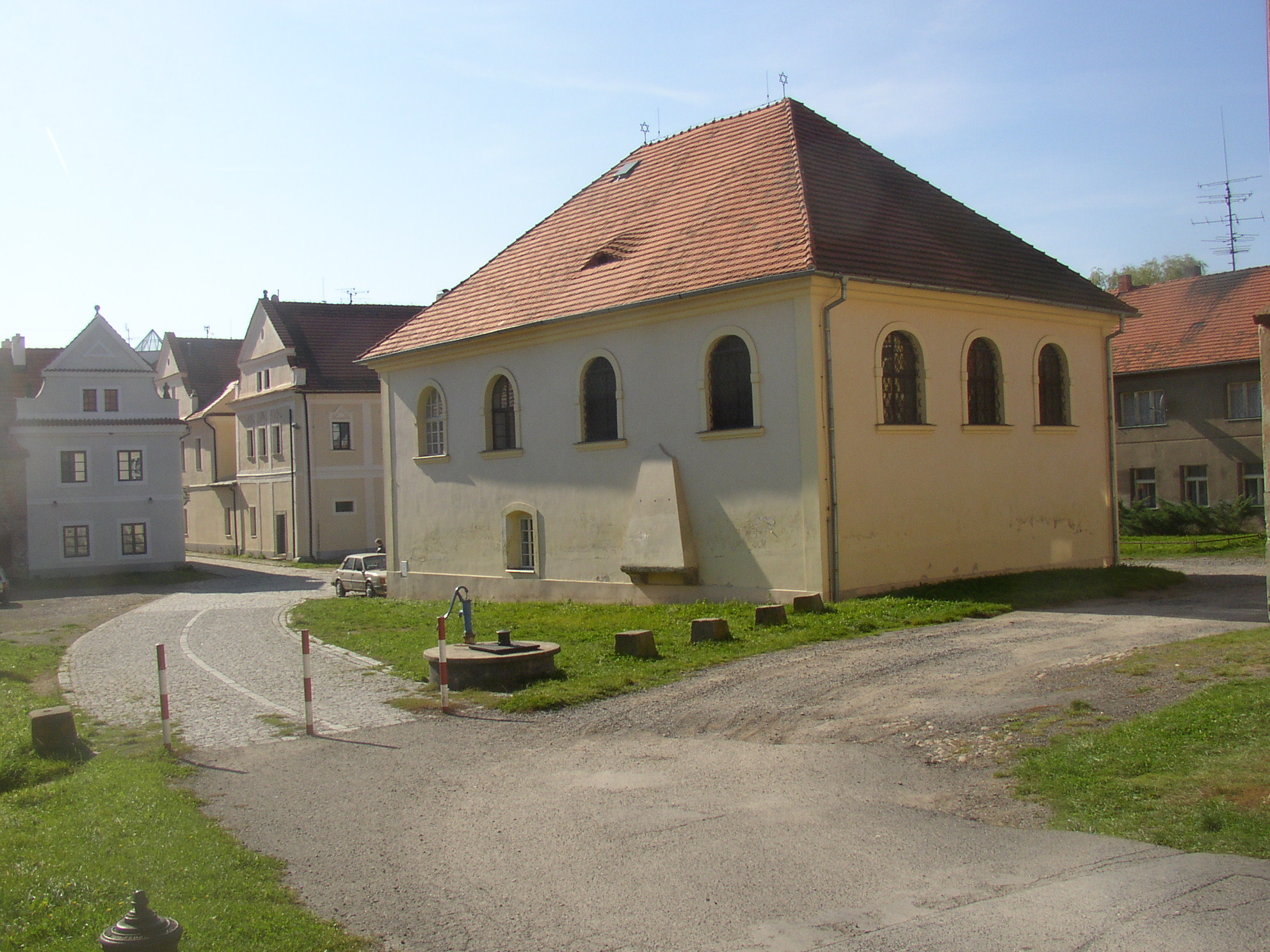
Synagoga w Březnicach
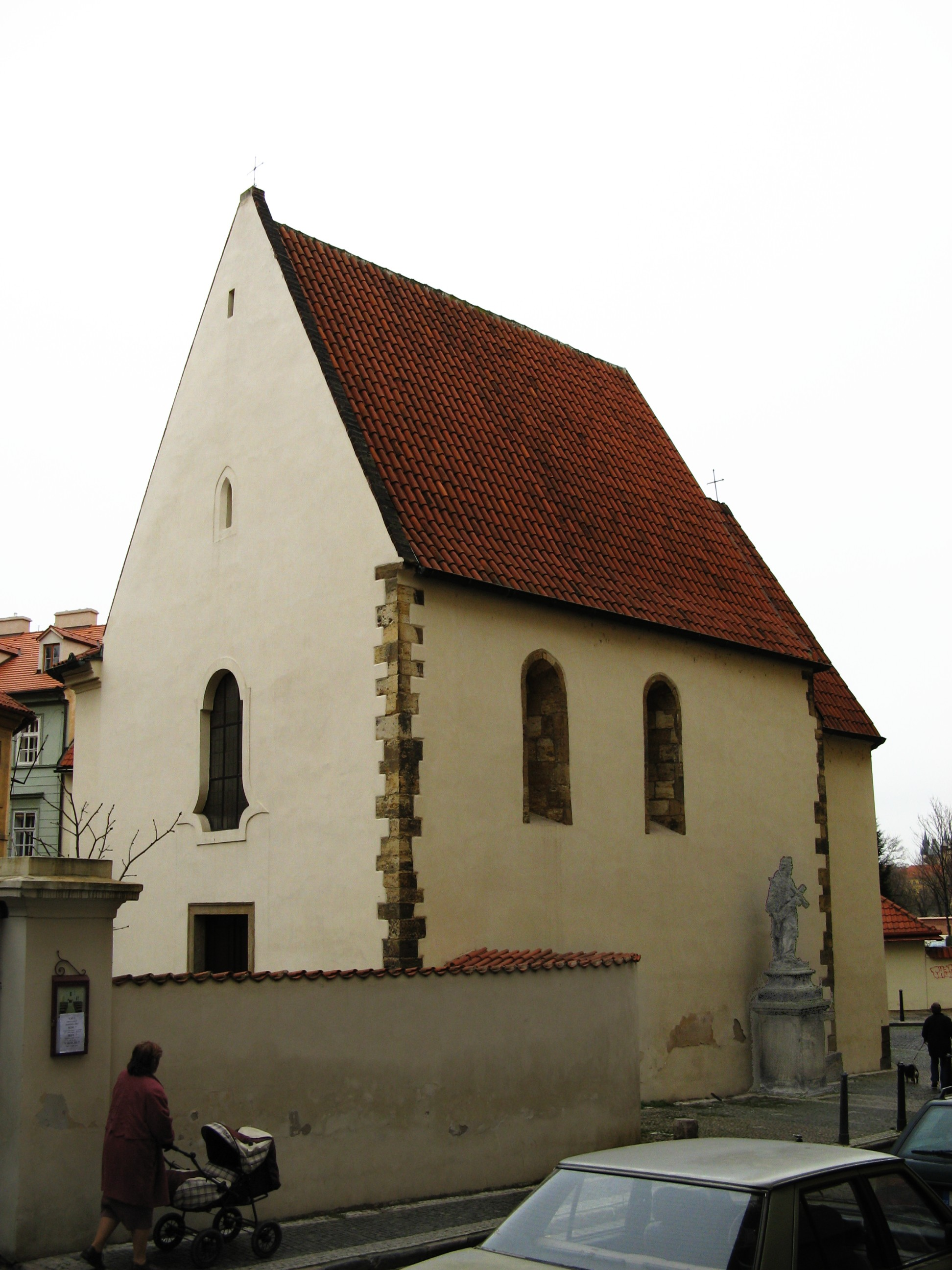
Kościół Jana Chrzciciela Na Prádle, teraz zbór husycki
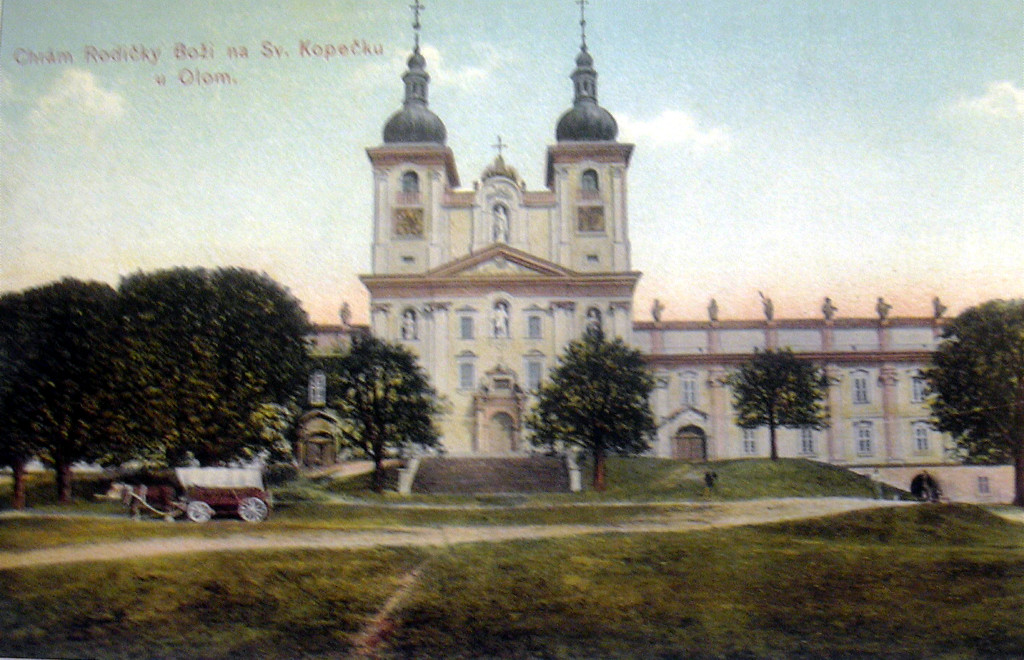
Pielgrzymkowy kościół katolicki Svatý Kopeček koło Ołomuńca
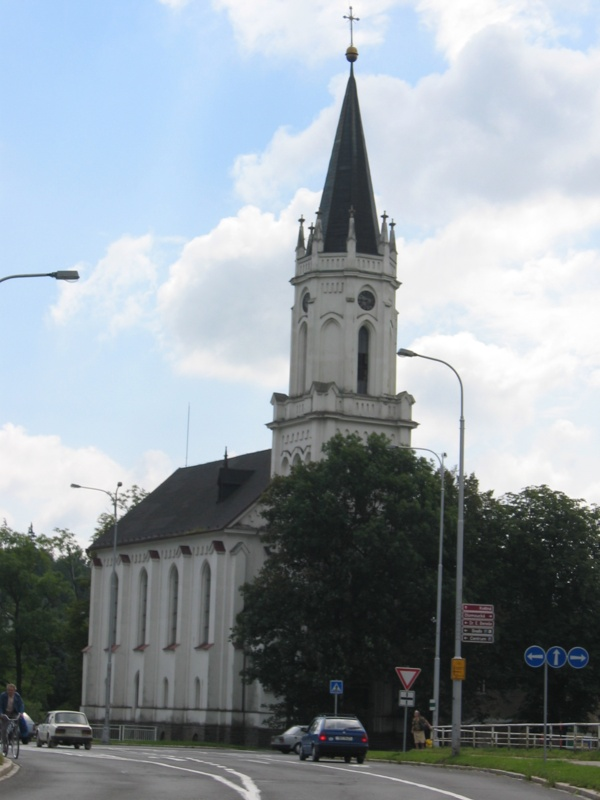
Kościół protestancki w Bruntálu
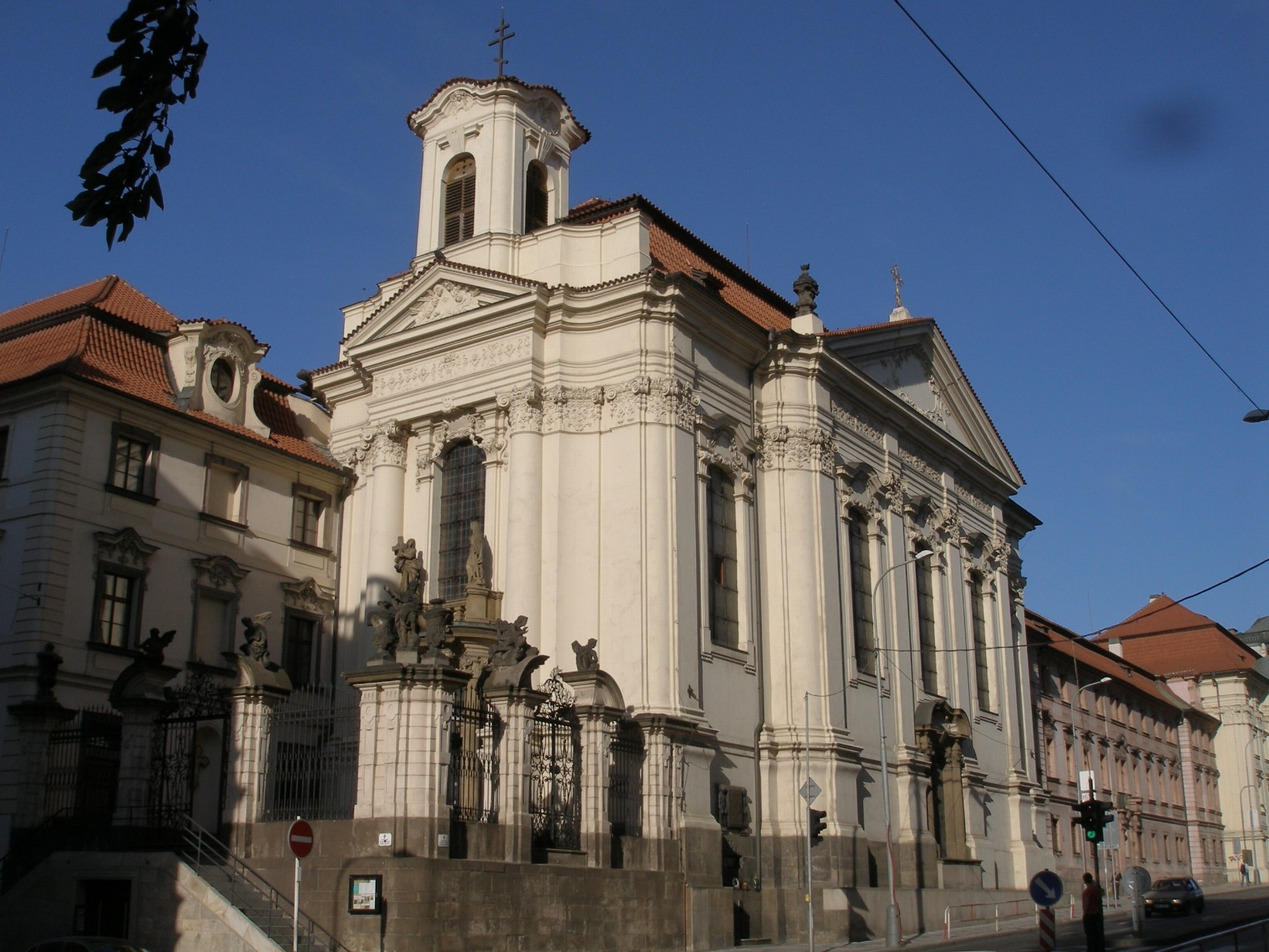
Prawosławny sobór Świętych Cyryla i Metodego w Pradze